# Im Norden strahlt der Weihnachtsstern
Im Norden strahlt der Weihnachtsstern (Originaltitel: Northern Lights of Christmas) ist eine US-amerikanische Weihnachtsromanze von Jonathan Wright aus dem Jahr 2018. Der Film wurde von Hallmark Entertainment für die Reihe der Hallmark Movies & Mysteries produziert.

## Handlung
Zoey Hathaway ist mit Leib und Seele Pilotin und kann sich nicht vorstellen, jemals etwas anders zu tun als zu fliegen. Als sie dann völlig überraschend eine Rentierfarm erbt, steht für sie fest, diese zu verkaufen und sich vom Erlös ein eigenes Charterunternehmen zu leisten. Zoey fliegt deshalb kurz vor Weihnachten nach Alaska, doch ihr kommen sogleich Erinnerungen an ihre Kindheit, da sie auf der Farm aufgewachsen ist. Mittlerweile leben hier aber nur noch zwei Rentiere. Seit einigen Jahren wird die Ranch von Alec Wynn instand gehalten, der sich sofort zurückzieht, als er hört, das Zoey nur am Verkauf interessiert wäre. Bis es so weit ist, quartiert sich Zoey im Hauptgebäude der Farm ein und wird am nächsten Morgen von Alec vor die Tatsache gestellt, dass er fristlos kündigt und sie sich nun um alles selbst zu kümmern hätte. Doch Zoey kann Alec davon überzeugen zu bleiben und mit ihr zusammen nach einem geeigneten Käufer zu suchen. Auch sie will nicht an irgend jemanden verkaufen, damit die Farm erhalten bleibt. Es finden sich auch schon bald erste Interessenten, die jedoch in keiner Weise ihren Vorstellungen entsprechen. Um die Ranch weiter bekannt zu machen, will Zoey einen Weihnachtsmarkt veranstalten, wie sie ihn noch aus ihrer Kindheit kennt. Alec und Zoey arbeiten auf Hochtouren, um alles vorzubereiten. Über Flyer und persönliche Einladungen informieren sie die Leute des Ortes und finden viele die mithelfen wollen. Allerdings verursacht es auch Kosten, die Zoey so nicht eingeplant hatte und sie den Traum vom eigenen Flugzeug immer mehr schwinden sieht. Die Zeit auf der Farm und mit Alec genießt sie allerdings. Ebenso wächst Alec die engagierte Zoey immer mehr ans Herz und so hat er einen Plan, wie er sie dazu zu bewegen könnte hier zu bleiben. Er überredet den Besitzer der hiesigen Charterfluggesellschaft Zoey als Ersatz für einen erkrankten Piloten „anzufordern“. Die lässt sich nicht lang bitten, nimmt allerdings Alec mit auf den Flug, um ihm zu zeigen, was sie am Fliegen so fasziniert.
Der Weihnachtsmarkt wird ein großer Erfolg und alle Besucher sind sich einig, dass er so jedes Jahr wieder stattfinden sollte. Als einer der Kaufinteressenten das genauso sieht, scheint Zoey am Ziel zu sein, aber Zoey ist nicht glücklich damit. Sie hat ihre Liebe zu der Farm, den Menschen von Aurora und den Rentieren wiederentdeckt. Fest entschlossen die Farm nicht zu verkaufen, sondern nach all den Jahren des Herumreisens sesshaft zu werden, zieht Zoey den Auftrag zum Verkauf zurück und bietet dafür einem befreundeten Ehepaar von Aurora an, mit ihr zusammen auf der Ranch ein Bed-and-Breakfast-Hotel zu betreiben. Ihr Glück wird perfekt, als sie auch noch das Angebot bekommt, fest als Pilotin für die örtliche Chartergesellschaft fliegen zu können. Alec nimmt nun all seinen Mut zusammen und macht Zoey einen Heiratsantrag.

## Hintergrund
Die Dreharbeiten erfolgten in North Bay in der Provinz Ontario in Kanada.

## Kritik
Die Kritiker der Fernsehzeitschrift tvtoday.de meinten: „Hallmark-Herzfutter mit Logiklöchern, durch die ein Rentierschlitten passen würde.“ Ein „Instant-Snack für TV-Romantik-Fans.“
Filmdienst.de urteilte: „Stereotyper (Fernseh-)Weihnachtsfilm, dessen aufgesetzte gute Laune nichts an seiner Schablonenhaftigkeit ändert. In jeder Wendung absehbar, versteht der Film weder seinen eher ungewöhnlichen Handlungsort noch die behauptete Selbstständigkeit der Hauptfigur zu nutzen.“